# 费奥多尔·陀思妥耶夫斯基

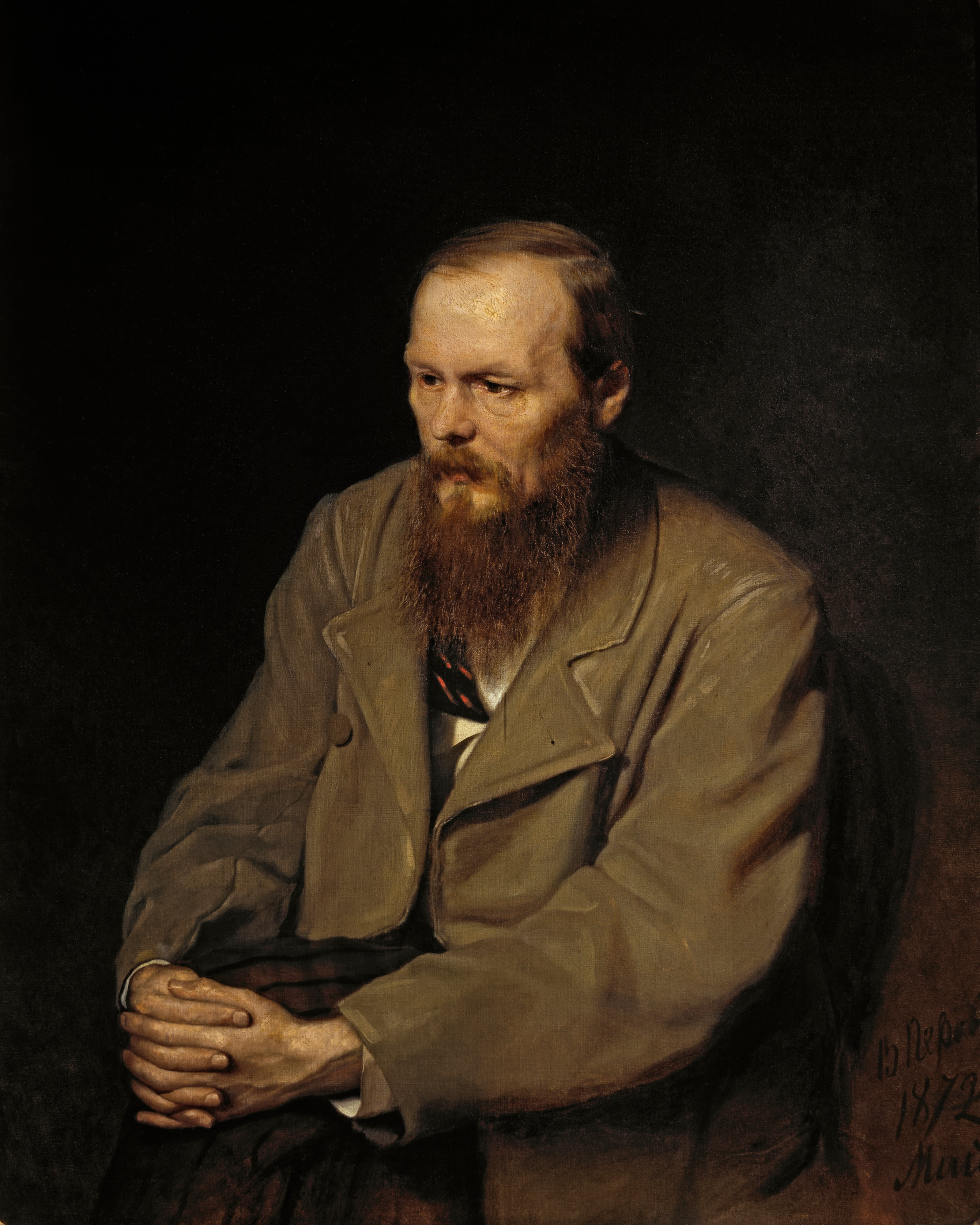
杜斯妥耶夫斯基的肖像画，瓦西里·彼罗夫绘于1872年

費奧多爾·米哈伊洛維奇·杜斯妥耶夫斯基（1821年11月11日［儒略曆10月30日］—1881年2月9日［儒略曆1月28日］），俄國作家，其在20歲左右開始寫作，第一本長篇小說《窮人》在1846年出版，當時25歲。杜斯妥耶夫斯基的重要作品有《罪與罰》（1866年）、《白痴》（1869年）以及《卡拉馬佐夫兄弟》（1880年）。杜斯妥耶夫斯基共寫了11本長篇小說、3篇中篇小說及17篇短篇小說。
杜斯妥耶夫斯基常常描绘那些生活在社会底层却都有着不同常人想法的角色，这使得他得以19世纪暗潮汹涌的俄国社会中小人物的心理。部分学者认为他是存在主义的奠基人，如美国哲学家瓦尔特·阿诺德·考夫曼就曾认为《地下室手记》是第一本存在主义的書。
杜斯妥耶夫斯基在1821年在莫斯科出生，早年時透過童話故事及传说開始接觸文學，也有涉獵俄羅斯及其他國家作者的作品。杜斯妥耶夫斯基的母親在1837年時過世，當時杜斯妥耶夫斯基才15歲，同年他離開家，進入尼古拉耶夫軍事工程學院就讀。畢業後擔任工程師，靠翻譯書賺取額外的收入，短暫的享受奢華的生活。他在1846年發表了第一本小說《窮人》，讓他可以進入聖彼得堡的文學圈中。1849年時因為參與的文學團體討論一本批評沙皇，後來被禁的書而被捕，判處死判，但在行刑前的最後一刻被減刑。他在西伯利亞監獄中過了4年，之後是6年的流亡義務兵役。這次經歷對他的靈魂產生了非常重要的影響。
後來杜斯妥耶夫斯基擔任記者，有出版及編輯一些雜誌，後來編輯他的作品集《作家日记》，他也開始到西歐旅遊，並且有賭博成癮的情形，這造成他經濟上的困難。有一段時間他非常需要金錢，不過後來仍成為最廣為人知，作品最多人閱讀過的俄國作家。他的書翻譯超過170種語言。杜斯妥耶夫斯基受到許多哲學家及文學家的影響，包括亚历山大·普希金、尼古拉·果戈里、奥古斯丁、威廉·莎士比亚、查尔斯·狄更斯、奥诺雷·德·巴尔扎克、米哈伊尔·莱蒙托夫、维克多·雨果、爱伦·坡、柏拉图、米格尔·德·塞万提斯、亚历山大·赫尔岑、伊曼努尔·康德、维萨里昂·别林斯基、黑格尔、弗里德里希·席勒、弗拉基米爾·索洛維約夫、米哈伊尔·巴枯宁、乔治·桑、E·T·A·霍夫曼及亚当·密茨凯维奇。他的作品也影響了許多的文學家（例如亚历山大·索尔仁尼琴及安东·契诃夫）及哲學家（例如弗里德里希·尼采及让-保罗·萨特）。

## 生平

### 早年

杜斯妥耶夫斯基家族使用的波兰-立陶宛贵族什拉赫塔拉德万（Radwan）纹章

1821年11月11日，杜斯妥耶夫斯基出生于莫斯科一个貧窮的家庭，在7个孩子中排名老二。他的父亲是一名退休军医和彻彻底底的酒鬼，工作于莫斯科的馬林斯基穷人医院。他的父母的家系是源自平斯克地区（今白俄羅斯）的立陶宛裔贵族。父亲工作的医院地处莫斯科的荒郊野岭，犯人公墓、精神病院和孤儿院便是仅有地标式建筑。这些景象给年纪尚小的杜斯妥耶夫斯基留下了深刻的印象，对穷困者的怜悯深深刺痛着他的心灵。虽然父母不允许，年轻的杜斯妥耶夫斯基还是喜欢去医院花园走走，看看那些晒太阳的病人，听他们讲故事。
坊间流传杜斯妥耶夫斯基的父亲对待孩子很粗暴，比如他要求自己的孩子在他上班回来打盹时轮流替他驱赶苍蝇，而且必须保持绝对安静。然而为杜斯妥耶夫斯基写传记的作家约瑟夫·弗兰克却认为《卡拉马佐夫兄弟》中的父亲的原型并非作者本人的父亲。父子间的信件包括他们自己的言论都指向父子间的关系十分不错。
1837年他母親死于肺结核，他和他弟弟被送入彼得堡尼克拉耶夫斯基军事工程学校。1839年在图拉省田产上居住父亲去世，死因不明。有人说是因为他醉后对农奴发脾气，农奴被激怒将他制服，灌入伏特加直至他溺死。也有人认为是自然死亡，而临近的地主为了把土地轻易拿到手而編了这个故事。或许这个专制的父亲给了杜斯妥耶夫斯基很大的影响，以至于他把父亲的形象搬到了《卡拉马佐夫兄弟》中的老卡拉马佐夫这个「邪恶而感情脆弱的小丑」父亲身上。
杜斯妥耶夫斯基患有癫痫，9岁首次发病，之后间或发作伴其一生。《卡拉马佐夫兄弟》中的斯麦尔佳科夫也是时常发作癫痫。《白痴》中，梅什金公爵也患有癫痫，不得不认为是杜斯妥耶夫斯基有意为之。
在彼得堡的军事工程学校期间，杜斯妥耶夫斯基学习他于之不屑的数学。与此同时，他还涉猎了莎士比亚、帕斯卡尔、维克多·雨果的文学作品。在数学上涉猎颇广的他考试成绩优秀，于1841接受委任。那年，他已完成了两部浪漫主义剧作，深受德国浪漫主义诗人席勒的剧作《玛丽·斯图亚特》、《鲍里斯·戈东诺夫》影响，但均失散。杜斯妥耶夫斯基这个自称「做梦人」的青年人，却对席勒的这两部作品颇有取笑之意。

### 作家的起点
1840年代杜斯妥耶夫斯基结识尼卡索夫，并在他的鼓励下开始写作。1842 年，杜斯妥耶夫斯基受命成为中尉，并在一年后从军事工程学校毕业。1843 年，他将巴尔扎克的小说《欧耶妮·葛郎台》译成俄文，可惜并没有人因此而关注他。于是在 1844 年他退伍后，杜斯妥耶夫斯基开始了自己的专职写作生涯，并在一年后完成了自己的第一部作品，书信体短篇小说《穷人》。《穷人》连载于期刊《当代人》上，广获好评。据说杂志主编尼卡索夫在读完小说后兴奋地冲进俄罗斯文学评论家别林斯基的办公室，大叫：「又一个果戈理出现了！」。别林斯基看过后流泪拥抱杜斯妥耶夫斯基，称其为「俄罗斯文学的天才」。1846 年 1 月《穷人》发表。杜斯妥耶夫斯基也在 24 岁时成为了文学界的名人。但是不久之后，由于文学上的分歧，杜斯妥耶夫斯基与尼卡索夫、别林斯基决裂。

### 转折
1847年，杜斯妥耶夫斯基开始对空想社会主义感兴趣，参加了彼得拉舍夫斯基小组的革命活动。同年果戈理发表《与友人书信选》，别林斯基撰写《给果戈理的一封信》对其观点给予驳斥。杜斯妥耶夫斯基非常喜欢别林斯基这篇文章，并寻找到手抄本在小组上朗读。1849年4月23日他因牵涉反对沙皇的革命活动而被捕，并于11月16日被判处死刑。在1849年12月22日行刑之前的一刻才改判成了流放西伯利亚。1850年1月23日，杜斯妥耶夫斯基被押送至西伯利亚鄂木斯克军事监狱，开始了四年的漫长苦役生涯。在西伯利亚他的思想发生了巨变，同时癫痫症发作的也愈发频繁。他将服苦役期间的感受和见闻记在了《西伯利亚笔记》中，里面的很多素材被写进了《死屋手记》和其他作品中。1854年他被释放，但是要求必须在西伯利亚服役。1857年，他恢复了贵族身份，并于1858年升为少尉，从此可以有自己的时间来思考与写作。从假处决事件到西伯利亚服刑这十年时间是他人生主要的转折，他开始反省自己，笃信宗教。也正是在西伯利亚，他遇到了今后的妻子——玛丽亚·伊萨耶娃（Maria Dmitriyevna Isaeva）。

### 后期创作
1860年，杜斯妥耶夫斯基返回圣彼得堡，次年发表了第一部长篇《被侮辱与被损害的》。这部作品可以被看作是他前后期的过渡作品，既有前期的对社会苦难人民的描写，又带有后期的宗教与哲学探讨。这段时间他文学上有所进展，但生活却连遭打击。1864年他的妻子和兄长相继逝世，他还需要照顾兄长的家人，这使得他濒临破产。他希望通过赌博来还清债务，却欠下更多债，整个人陷入消沉之中。
为了躲避债主，他被迫到欧洲避债。出版商捷尔洛夫斯基答应给他预付款，但是要求他要在半年内写一部长篇小说，否则杜氏所有著作的版权都将归这名出版商所有。杜斯妥耶夫斯基当时正在写《罪与罚》，没有时间再写一部，但是出于生计只得同意。1866年他的代表作《罪与罚》出版，而另一部长篇离交稿一个月，还没有写。在朋友介绍下，他认识了速记学校的高材生安娜·斯尼特金娜，两人高效率的工作，一个月内完成了《赌徒》，于1867年出版。同年两人结婚，在安娜的鼓励与帮助下，他的生活才开始安定下来。1868年他完成了《白痴》。1872年完成了《群魔》（或译《鬼》）。1873年开始他创办「作家日记」期刊，很受欢迎。1880年他发表了《卡拉马佐夫兄弟》这部他后期最重要的作品。1881年杜斯妥耶夫斯基准备写作《卡拉马佐夫兄弟》第二部。

### 去世

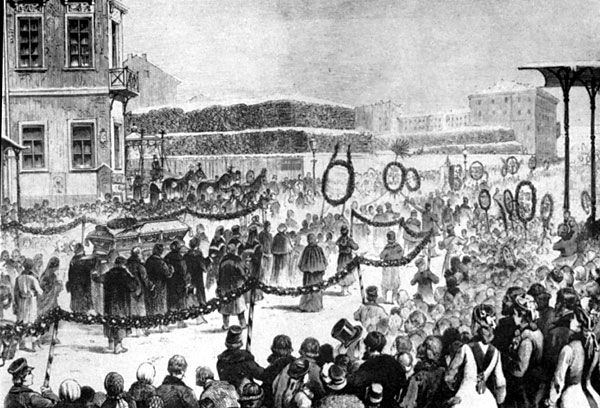
杜斯妥耶夫斯基的葬礼

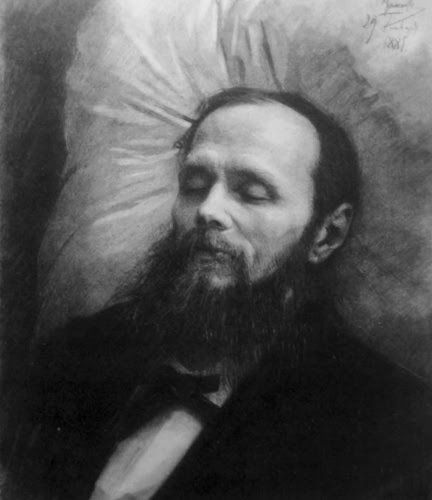
杜斯妥耶夫斯基遗容，伊凡·克拉姆斯柯依绘于1881年

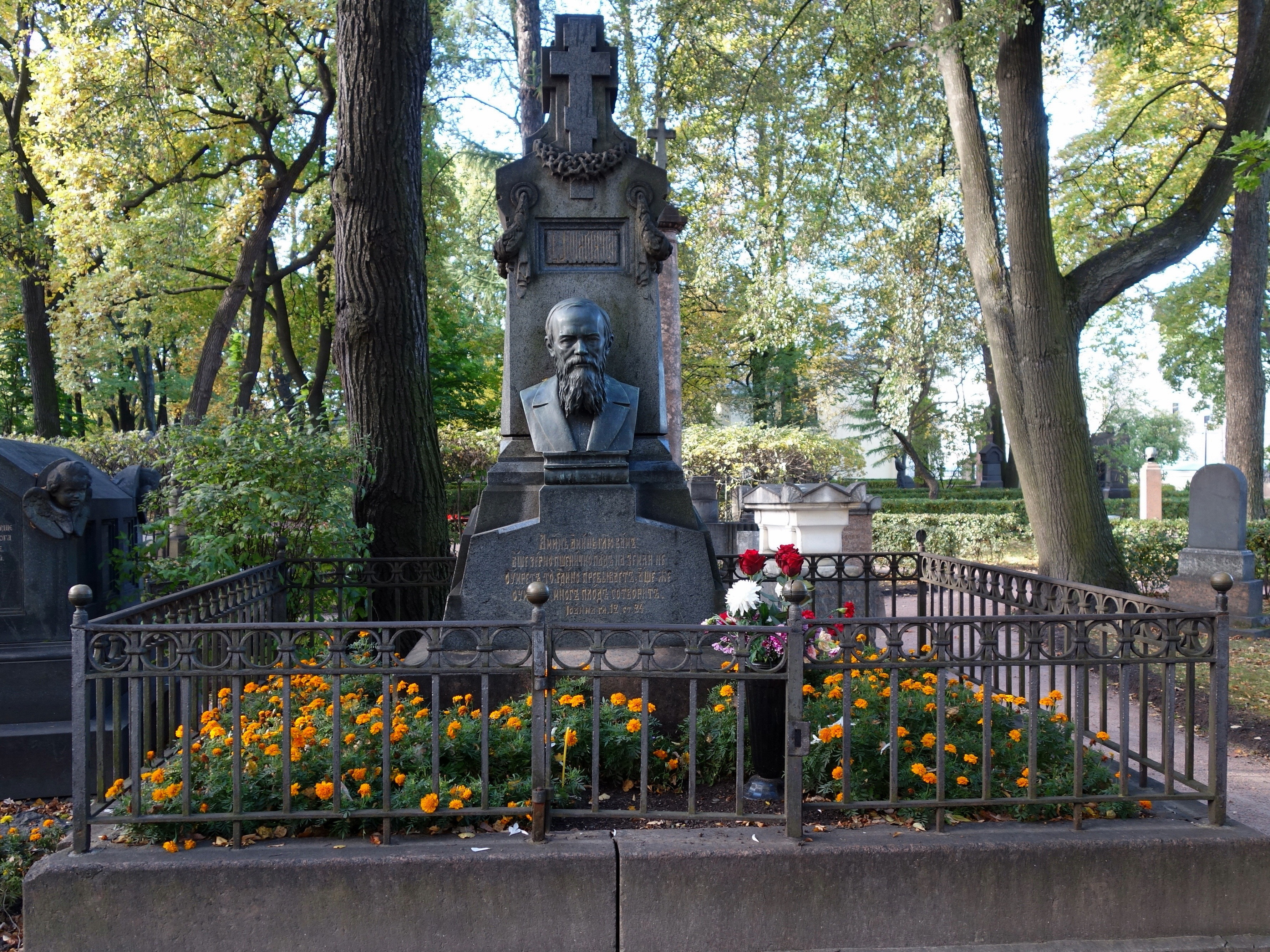
圣彼得堡亚历山大·涅夫斯基修道院季赫温公墓的杜斯妥耶夫斯基墓

1881年1月25日，沙皇的秘密警察在搜寻即将暗杀沙皇亚历山大二世的恐怖组织民意党成员时，对杜斯妥耶夫斯基的一个隔壁邻居的公寓里执行了搜查令。第二天，杜斯妥耶夫斯基出现了肺出血。安娜否认这是搜查造成的，她说，出血发生在她丈夫寻找一个掉落的笔架之后。 又一次出血后，安娜给医生打了电话。不久之后，又发生了第三次出血。杜斯妥耶夫斯基在临终前看到自己的孩子们时，要求把浪子的寓言读给他们听。弗兰克指出了这一要求的深刻含义：
他希望把这个关于放荡、悔改和宽恕的比喻，作为最后的遗产，留给他的子女，这可以被视为他对自己生命意义和工作信息的最终理解。
1881年2月7日下午4点、他在创作过程中几次吐血后昏迷。经主治医生诊断为肺气肿。2天后的上午11点，病情再度恶化，喉部出血。体力极度衰弱的缘故，其孩子们都被叫到了医院。同日下午7点，再次出现了新的出血部分，开始深度昏迷。2月9日晚上8時38分永逝。弥留之际，其妻子為他朗誦聖經。3天后的2月12日上午11点，将其棺材搬到亚历山大·涅夫斯基修道院。当天出殡人数达到3万。2月14日上午10点，举行了葬礼。当天下午4点，棺材入土。
杜斯妥耶夫斯基的最后一句话是，他引用了马太福音 3:14–15：「约翰想要拦住他，说，我当受你的浸，你反到我这里来么？耶稣回答说，你暂且容许我吧，因为我们理当这样尽全般的义」。他最后说：「现在听着—容许我。不要约束我！」 他死的时候，按照俄罗斯的习俗，尸体被放在桌子上。他被安葬在亚历山大·涅夫斯基修道院的季赫温公墓， 靠近他最喜欢的诗人，尼古拉·卡拉姆津和瓦西里·茹科夫斯基。目前还不清楚有多少人参加了他的葬礼。据一位记者说，有10万多人参加了悼念活动，其他人则称有4万至5万人参加。他的墓碑上刻着《新约》经文：
我实实在在的告诉你们，一粒麦子不落在地里死了，仍旧是一粒；若是死了，就结出许多子粒来。——约翰福音 12:24

## 作品主題和風格

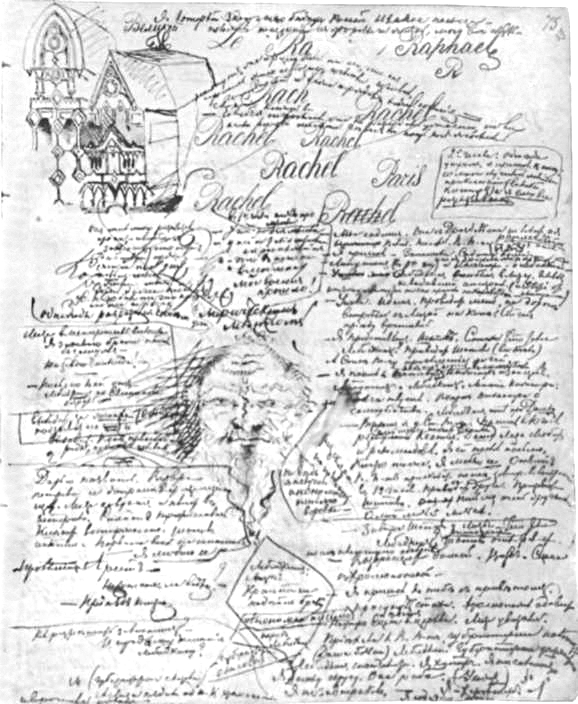
《群魔》的手稿

杜斯妥耶夫斯基在他的作品中表達了對宗教、哲學及心理學的想法。他的作品探索自殺、貧窮及道德等主題。其中和心理學有關的主題有首次出現在《白夜》中的作夢，以及首次在《少年》中出現的父子關係。他大部份的作品都呈現當時俄羅斯混亂及複雜的結構。
杜斯妥耶夫斯基早期的作品是以現實主義文學及自然主义文学的角度來看社會（例如貧富的差異），早期的作品中也受到很多其他作家的影響，甚至其中有部份被指責是抄袭的，不過後來個人風格越來越明顯。
杜斯妥耶夫斯基在出獄後在著作中加入宗教性的主題，特別是俄羅斯東正教的內容。他的一些作品中也可以看到哥特小说、浪漫主义及讽刺的成份。

## 评价
曼纽埃尔·科姆罗夫（Manuel Komroff）将杜氏的思想主题概括为：人类心灵秘密的揭示、革命、俄罗斯、以及宗教。心灵的揭示指的是他小说中对人类心理活动的深刻描绘，革命指的是他对俄罗斯革命者的批判态度，俄罗斯指的是杜氏深爱的自己的国家和这个国家的人民，宗教是指他虔诚信仰的东正教。
苏联建立后，他的著作一直没有出版，直到苏共二十大之后才逐渐由苏联国家文学出版社出版了他的全集。苏共曾批评他的著作有「对统治阶级的倾向性」。
屠格涅夫对杜斯妥耶夫斯基的人品颇有微词，曾称他为自己见过的基督徒中最邪恶的一个，他的妻子安娜则持与前者完全相反的观点。
南京师范大学教授汪介之認為：「屠格涅夫以诗意的眼光看待生活，以诗意的笔调展现美好。托尔斯泰具有思想家的灵性，能洞悉社会的全貌。而杜斯妥耶夫斯基注重人性的发掘，逼视着人性的阴暗面。他沉郁的风格，与他的经历和精神状态密切相关」。
蘇聯社會主義的現實主義文學奠基人高尔基說過：「就表現力來說，他的才能只有莎士比亞可以同他媲美」。但他的颓废又让托尔斯泰叹息「不能奉为后世楷模」。哈羅德·布魯姆寫《西方正典》，在俄國文學中只選了托爾斯泰，因為杜斯妥耶夫斯基的作品總有一股邪氣，他本人又是每賭必輸的賭徒。魯迅稱他是「人類靈魂的偉大的審問者」，「到后来，他竟作为罪孽深重的罪人，同时也是残酷的拷问官而出现了。他把小说中的男男女女，放在万难忍受的境遇里，来试炼它们，不但剥去了表面的洁白，拷问出藏在底下的罪恶，而且还要拷问出藏在那罪恶之下的真正的洁白来」。杜斯妥耶夫斯基注重人性的发掘，以近乎残酷的方式，不断拷问着自己的灵魂。於是在最后一部作品《卡拉马佐夫兄弟》中，杜斯妥耶夫斯基以《圣经》约翰福音12章24节的经文题词：「我实实在在地告诉你们，一粒麦子不落在地里死了，仍旧是一粒；若是死了，就结出许多子粒来」。
关于他的传记和研究作品很多，包括：
- 《三大师》——斯蒂芬·茨威格
- 《彼得堡的大师》——约翰·马克斯维尔·库切所著的传记小说
- 《杜斯妥耶夫斯基与弑父》——
- 《杜斯妥耶夫斯基传》——格罗斯曼

## 代表作品
- 《穷人》（1846年）
- 《被侮辱与被损害的人》（1861年）
- 《死屋手記》（1862年）
- 《地下室手记》（1864年）
- 《賭徒》（1866年）
- 《罪与罚》（1866年）
- 《白痴》（1868年）
- 《群魔》（1872年）
- 《卡拉马佐夫兄弟》（1880年）

## 影响
杜斯妥耶夫斯基影响了20世纪很多作家、电影导演，包括福克纳、加缪、卡夫卡、黑澤明等，但是也有人对他不屑一顾，比如纳博科夫、亨利·詹姆斯和D·H·劳伦斯。他和托尔斯泰、屠格涅夫并称为俄罗斯文学“三巨头”。

### 引用
1. ↑  Kaufmann（1956年），第52页
2. ↑  Zur Scheinhinrichtung siehe den Bericht des Mitgefangenen Dmitri Dmitrowitsch Ascharumow, Memoiren, Nord und Süd: pp. 70, 361 （德文）
 Siehe dazu auch Brief # 88 Dostojewskis an seinen Bruder Michail vom 22. Dezember 1849:  Dostojewski. Gesammelte Briefe 1833–1881, München: Piper （德文）
3. 1 2  黃友玲. . 曠野雜誌. 2011-11-12, 174  [2014-01-29]. （原始内容存档于2019-06-02）.
4. ↑  Sekirin（1997年），第309–16页
5. ↑  Lantz（2004年），第xxxiii页
6. ↑  Lantz（2004年），第223页
7. 1 2  Frank（2003年），第707–50页
8. ↑  Kjetsaa（1989年），第368–71页
9. ↑  Frank（2009年），第925页
10. ↑  Kjetsaa（1989年），第371–72页
11. ↑  . F.M. Dostoevsky Literary Memorial Museum.   [2017-11-05]. （原始内容存档于2016-03-25）.
12. ↑  Kjetsaa（1989年），第373 et seqq页
13. ↑  Frank（2009年），第110页
14. ↑  Catteau（1989年），第282页
15. ↑  Terras（1998年），第59页
16. ↑  Terras（1998年），第14页
17. ↑  Bloshteyn（2007年），第3页
18. ↑  Lantz（2004年），第167–70页
19. ↑  Lantz（2004年），第361–4页
20. ↑  Scanlan（2002年），第59页
21. 1 2 3  荣如德. . 上海译文出版社. : 977–985.
22. ↑  《远逝的光华——白银时代的俄罗斯文学》
23. ↑  《且介亭雜文二集·陀思妥夫斯基的事》
24. ↑  . 新華網. 2013-11-14  [2014-01-29]. （原始内容存档于2014-02-03）.